# 赵君迈
赵君迈（1901年—1988年7月13日），字恒憼，男，湖南衡山人，中华民国及中华人民共和国政治及文化界、体育界人物。

## 生平
是湖南世家赵恒惕的胞弟。赵君迈早年留学日本成城学校，毕业后赴美国。1926年，赵君迈毕业于美国威斯康辛大学土木工程系。1928年毕业于美国诺维支大学骑兵学院，同年归国，并加入中国国民党。1930年起，历任浙江省教导团团长、国民政府财政部税警总团第一团上校团长、财政部警税视察长。
抗日战争期间，他历任湖南省盐务局局长、衡阳市市长兼警备司令、第三届国民参政会参政员、湖南省政府委员等职。1945年12月调任长春市市长，并任善后救济总署渔业管理处处长等职。任长春市市长期间，支持和保护了长春的民主运动。1946年4月被中国人民解放军俘虏。1946年4月在沈阳北关经营卖香火蜡烛的小铺为掩护的沈阳地下市委书记金人（张君悌）被捕，1947年与赵君迈交换获释。1949年去香港。
1955年，赵君迈回到中国大陆定居北京，此后作为无党派人士，历任欧美同学会常务副会长、中国国际文化交流中心理事会理事、中国摔跤协会主席、中华全国体育总会委员，曾在恢复并开展欧美同学会的活动中做了许多工作。他是第二、三、四届全国政协委员，第五、六、七届全国政协常务委员。 
1988年7月13日，赵君迈在北京病逝，享年87岁。 